# براندون ليندسي
براندون ليندسي (بالإنجليزية: Brandon Lindsey)‏ هو لاعب كرة قدم أمريكية أمريكي، ولد في 10 يناير 1989 في أليكويبا في الولايات المتحدة.